# Protezione solare
Con protezione solare si intende l'azione o gli strumenti atti a proteggere le persone dal sole in modo che non possa recare danno.
I raggi solari possono arrecare danni alla salute e in particolare nuocere alla vista e alla pelle.
I principali ausili per la protezione solare sono:
- Abbigliamento
- Prodotti topici per protezione solare
- Occhiali da sole.

## Rischi per la salute
L'esposizione umana alle radiazioni solari, in particolare alle radiazioni UV può provocare effetti acuti e cronici sulla pelle, sugli occhi e sul sistema immunitario.
Un riassunto completo e una rassegna degli effetti sanitari connessi con la radiazione UV si può trovare nella pubblicazione dell'OMS, Solar ultraviolet radiation: Global burden of disease from solar ultraviolet radiation, e nella monografia dell'Organizzazione mondiale della sanità.
Sulla base della letteratura scientifica, l'OMS ha identificato nove malattie strettamente legate all'esposizione a radiazioni ultraviolette:
- melanoma cutaneo, tumore maligno dei melanociti, cellule della pelle che producono il pigmento cutaneo (melanina)
- carcinoma spinocellulare, tumore maligno che, rispetto al melanoma, ha un'evoluzione più lenta ed è associato a minore morbilità e mortalità
- carcinoma basocellulare, tumore cutaneo che si sviluppa prevalentemente in età avanzata e si diffonde lentamente e localmente
- carcinoma squamoso della cornea o della congiuntiva, un raro tumore oculare
- cheratosi, malattie croniche della pelle che in rare occasioni possono generare lesioni pretumorali
- scottature e ustioni
- cataratta corticale, degenerazione del cristallino, che diventa sempre più opaco fino a compromettere la vista e che, in certi casi, può portare anche alla cecità
- pterigio, inspessimento della congiuntiva che porta a opacizzazione della cornea o a una limitazione dei movimenti oculari
- riattivazione dell'herpes labiale, a causa dell'immunosoppressione indotta dall'eccesso di UV.
- eritema solare.

## Protezione solare dei bambini
I bambini sono più vulnerabili all'esposizione raggi solari. 
Durante il workshop 2004, “Raggi ultravioletti e la protezione solare”, organizzato dall'Istituto Superiore di Sanità, il professore Giuseppe Fabrizi, del Dipartimento di dermatologia pediatrica dell'università Cattolica del Sacro Cuore di Roma (Policlinico Gemelli) e Presidente della società europea di dermatologia pediatrica ha presentato le regole per una corretta protezione solare nei bambini. 
- non esporre il bambino fino a sei mesi di età
- non esporre il bambino al sole tra le ore 11 e le ore 16
- l'eventuale esposizione dovrà essere effettuata in movimento, cioè non statica e diretta
- la prima protezione deve essere praticata attraverso gli indumenti
- bisognerà proteggere il bambino dai colpi di sole facendogli indossare un cappello a larghe falde, che ripari bene il cuoio capelluto, le orecchie, il viso e la nuca.
- nei momenti in cui il bambino non ha il cappello, occorrerà bagnare ripetutamente i capelli e dovrà comunque ogni tanto essere messo all'ombra
- il bambino dovrà indossare occhiali da sole
- utilizzare un cosmetico solare con fattore di protezione solare superiore a 15 per una pelle normale, che sia anche fotostabile e resistente all'acqua e al sudore
- ripetere le applicazioni cosmetici solari più volte durante l'esposizione al sole (almeno ogni due o tre ore)
- adattare il fattore di protezione al fototipo della pelle del bambino ed al fatto che presenti o meno efelidi o nevi multipli.

È assolutamente sconsigliato esporre il bambino al sole in caso di fotodermatiti e fotoallergie (dalle luciti all'orticaria solare) o malattie ben più importanti quali il lupus e lo xeroderma pigmentoso.

## Storia

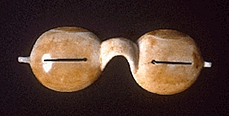
Occhiali da sole preistorici utilizzati da eschimesi, Inuit, per ridurre la quantità di radiazioni solari che possono colpire l'occhio

### Abbigliamento per protezione solare
Fin dalla preistoria, l'abbigliamento, realizzato prima con pelli animali, poi con tessuti, è servito a proteggere sia dal freddo e dalle intemperie che dal sole.
La mummia del Similaun è stata trovata con pantaloni, copricapo e si presume un mantello.
Solo recentemente sono stati regolamentati specifici tessuti per la protezione dai raggi UV.

### Occhiali da sole
Il primo utilizzo di smeraldi attraverso cui guardare gli scontri tra gladiatori è riportato da Plinio. In Cina quasi mille anni dopo si parla di vetri affumicati. Sono invece in avorio con sottili fessure, le protezioni degli occhi rinvenute tra le popolazioni eschimesi.

### Prodotti topici per protezione solare

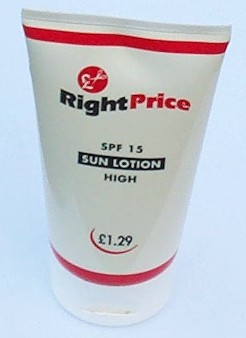
Un tubetto di crema solare con fattore di protezione 15

Si ritiene che fin dall'antichità, in assenza di adeguati indumenti, l'uomo abbia cercato di proteggersi dai danni che può arrecare il sole applicandosi direttamente sulla pelle diverse sostanze. Nella preistoria si presume che fossero prevalentemente fango, argille e cenere, ma già nell'antica Grecia viene riportato l'utilizzo di olio di oliva, mentre nell'antica Cina si trattava di polveri di riso e lupino.
Al 1000-1500 a.C. risalgono invece i primi ritrovamenti di Laurionite (Piombo Idrato), gesso (solfato di calcio) e phosgenite (carbonato clorato di piombo) nell'area dell'Egeo: prodotti che potevano avere la duplice funzione di make-up e protezione solare. Solo vari secoli dopo diventano comuni paste di ossido di zinco o sali di piombo.
I primi prodotti topici per protezione solare dell'era moderna compaiono nel 1928. Eugène Schueller, fondatore de L'Oréal, ne commercializza dal 1936. 
Il primo utilizzo massivo si deve alle truppe americane del Pacifico durante la seconda guerra mondiale, che adottarono come protezione solare un petrolato rosso veterinario, chiamato RED VET PET.
Si stima che il fattore di protezione solare di questi primi prodotti fosse molto basso.
Solo dopo il 1950 i cosmetici solari hanno utilizzato come ingredienti filtri solari adeguati ed un sistema di misura del fattore di protezione solare.
I prodotti topici per protezione solare sono classificati come cosmetici nell'Unione europea,  nei paesi non UE (es. Russia), in Medio Oriente, India, Giappone, Sud-Est asiatico e gran parte dell'Africa. Per il loro impatto sulla salute sono invece classificati come prodotti terapeutici (farmaci, OTC, farmaci senza prescrizione, ecc.) in USA, Canada, Australia.
I prodotti topici per la protezione solare, per proteggere la pelle dalle scottature in maniera ottimale, dovrebbero essere applicati prima di esporsi al sole, circa 15-30 minuti prima. Poi essere riapplicati dopo 20 minuti, in questo modo se la prima passata è risultata insufficiente con la seconda si raggiunge la una buona protezione complessiva. Successivamente si può applicare a intervalli più distanti nel tempo (circa ogni 2 o 3 ore), ricordandosi di riapplicarla dopo ogni bagno, anche se sulla confezione del solare è scritto che la crema è resistente all'acqua. La dose consigliata ad ogni applicazione si è calcolato sperimentalmente essere di 2 mg/cm² di pelle. Cioè per una persona alta 1,60 m di 60 kg di peso, dovrebbe avere una superficie di pelle di circa 1,5 m² che equivalgono a quindicimila centimetri quadrati. Quindi saranno necessari 30 g di crema per coprire adeguatamente tutto il corpo, cioè circa 30 ml per applicazione.